# Küstengewässer
Küstengewässer in geografischer und ökologischer Sicht sind sowohl küstennahe Bereiche des offenen Meeres als auch mit dem offenen Meer in wechselseitiger Verbindung stehende Gewässer, die an mehreren Seiten von Land umschlossen sind.

## Definition
Damit umfasst der Begriff Küstengewässer sehr verschiedene Gewässerbereiche. Die Abgrenzung zur hohen See ist bei manchen Küstengewässern willkürlich, durch Festlegung eines Abstandes zur Basislinie, dem Gewässerrand bei Niedrigwasser.
Die Abgrenzung zwischen inneren Küstengewässern und küstennahen Binnengewässern ist qualitativ möglich:
- Der Wasserspiegel von Küstengewässern befindet sich auf der Höhe des Meeresspiegels bzw. folgt dessen Schwankungen, beispielsweise Gezeiten.
- Innere Küstengewässer haben einen dauernden oder wenigstens häufigen Einstrom von Meerwasser.

## Einteilung
Durch die EU-Wasser-Rahmenrichtlinie (WRRL) hat die Klassifikation der Küstengewässer juristische Bedeutung bekommen. Die Klassifikation ist aber auch wichtig für wissenschaftliche Bewertung und Vergleich der ökologischen Entwicklung verschiedener Küsten.
Die Einteilung der Küstengewässer berücksichtigt sowohl die räumliche Beziehung der verschiedenen Wasserkörper zum offenen Meer, zur Küste und zu Binnengewässern, als auch den chemischen Aspekt des Salzgehaltes, wissenschaftlich als Salinität bezeichnet.

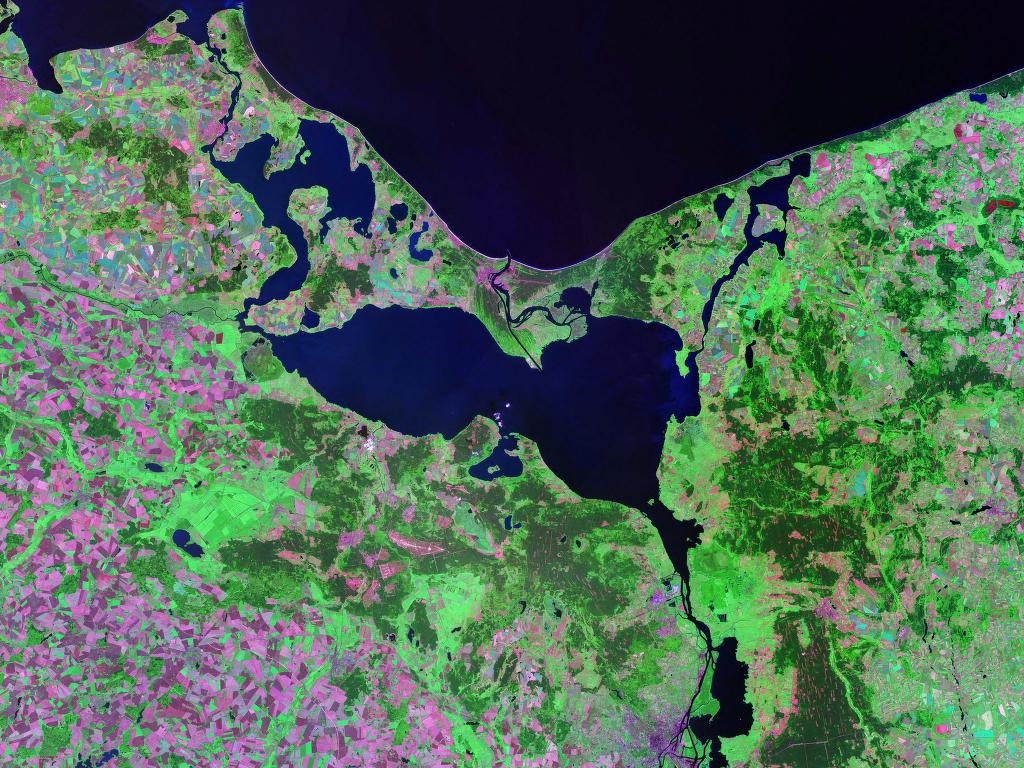
Innere Küstengewässer an der Odermündung: Oderhaff und Achterwasser, dazu Peenestrom, Swine und Dziwna als Seegatts; nördlich davon die Pommersche Bucht als offenes Küstengewässer

### Einteilung nach räumlichen Eigenschaften
- Offene Küstengewässer entsprechen etwa dem Küstenmeer der Schifffahrt.
- Innere Küstengewässer erstrecken sich landwärts der vorderen Küstenlinie, sind oft nur durch ein Seegatt mit dem offenen Meer verbunden:
  - Lagunen einschließlich der Haffe und der meisten Bodden
  - viele Fjorde
  - Förden
  - viele Rias
- Übergangsgewässer sind Übergangsformen zwischen Fließgewässern und Küstengewässern
  - Ästuare mit einem Einzugsgebiet von mindestens 10 km² an Tidenküsten
- Das Wattenmeer zählt nautisch zwar zu den inneren Küstengewässern, wird ökologisch aber getrennt betrachtet.

### Einteilung nach Beschaffenheit des Gewässergrundes
- felsig
- sandig
- schlammig

### Einteilung nach Salinität
- euhalin – Salzgehalt entspricht dem Weltmeer
- polyhalin – Salzgehalt nicht viel geringer als im Weltmeer, Beispiel: Beltsee als Teil der westlichen Ostsee
- mesohalin
- oligohalin – Salzgehalt sehr gering, vorwiegend innere Küstengewässer mit großem Süßwassereintrag wie die Haffe.